# Negombata magnifica
Negombata magnifica (Synoniem: Latrunculia magnifica) is een sponssoort in de taxonomische indeling van de gewone sponzen (Demospongiae). Het lichaam van de spons bestaat uit kiezelnaalden en sponginevezels, en is in staat om veel water op te nemen.
De spons behoort tot het geslacht Negombata en behoort tot de familie Podospongiidae. De wetenschappelijke naam van de soort werd, als Latrunculia magnifica, voor het eerst geldig gepubliceerd in 1889 door Keller.

## Habitat

Negombata magnifica groeit in ondiepe koraalriffen in de noordelijke wateren van de Rode Zee. In tegenstelling tot vele andere sponssoorten die daar veel voorkomen, groeit deze spons niet onder en tussen het koraal en de rotsbodem. Negombata magnifica groeit in het zicht. De plaatselijke vissen komen er niet bij in de buurt, het wordt dus niet beschadigd. Bij aanraking komt er een sterkruikend rood sap vrij, dat alle vissen meteen op de vlucht jaagt.
Latrunculia magnifica wordt verbouwd om er latrunculine van te oogsten.